# Isola San Matteo
L'isola di St. Matthew, o isola di San Matteo è una remota isola degli Stati Uniti d'America situata nel mare di Bering. Amministrativamente è parte dello Stato federato dell'Alaska. Si trova 295 km a ovest di Nunivak.

## Geografia
All'estremità settentrionale dell'isola si trova capo Glory of Russia, il punto più alto dell'isola (450 m) e lo stretto di Saryčev, largo 5 km, la divide da una piccola isola: Hall Island. All'estremità di sud-est c'è capo Upright e al largo della costa meridionale, a 15 km, si trova un piccolo isolotto: Pinnacle Rock.
L'intera area dell'isola è zona protetta gestita dall'unità del mare di Bering dell'Alaska Maritime National Wildlife Refuge.

## Storia
In epoca preistorica l'isola era abitata da tribù degli Aleuti. Scoperta nell'agosto del 1766 dal tenente Sind e dedicata all'apostolo Matteo. Fu erroneamente rinominata Gore dal tenente John Gore che pensava di averla scoperta nel 1778.
Il primo insediamento di un avamposto della compagnia russo-americana avvenne nel 1809, guidato da Demid Ilyič Kulikalov.

## Fauna
Un piccolo lago sull'isola è popolato dal salmone reale, dal salmerino alpino e altri salmonidi.
Sull'isola è presente la volpe artica e il Microtus abbreviatus (della famiglia dei criceti) e solo occasionalmente s'incontra l'orso polare.
Nel 1944, 29 renne furono introdotte sull'isola dalla Guardia Costiera degli Stati Uniti per fornire una fonte di cibo d'emergenza. La guardia costiera abbandonò l'isola pochi anni dopo, lasciando le renne, la cui popolazione salì a circa 6.000 capi nel 1963 per poi scendere a 43 animali nei successivi due anni. Nel 1980, la popolazione delle renne era completamente estinta.